# Pure (Chandelier)
Pure is het debuutalbum van de Duitse rockband Chandelier.

## Inleiding
Het betreffen niet de eerste opnamen van de band; in 1988 werd er via muziekcassette Fragments uitgegeven. De band had geen geld voor een relatief dure compact disc-uitgave. Deze verkocht dermate goed dat de band de TRO-geluidsstudio in Dormagen kon intrekken voor wat hun eerste album op cd zou worden: Pure. Chandelier werd daarna gezien als talentvolle band in het segment neoprog, progressieve rock. Het werd toen gezien als tegenhanger van Marillion, maar die waren ten tijde van dit album al hun zanger Fish kwijtgeraakt. Pure bevat een aantal nummers van Fragments (bijvoorbeeld Stay) die dermate waren aangepast zodat ze met Pure een opvallend album binnen de neoprog opleverden. De recensies binnen de niche waren positief, waarbij wel steevast werd gerefereerd aan dat de zang van Martin Eden gelijkenis had met die van Fish van Marillion en Peter Nicholls van IQ, maar het Duitse accent stond niet iedereen aan. 

## Musici
- Martin Eden – zang
- Tobias Budnowski – toetsinstrumenten, achtergrondzang; alleen in Cat’s worst grave gitaar
- Udo Lang – gitaar
- Christoph Tiber – basgitaar
- Herry Rubarth – drumstel

Met
- Christine Frenz'- dwarsfluit in Pure

## Muziek
| Nr. | Titel                                       | Duur |
| --- | ------------------------------------------- | ---- |
| 1.  | Stellar attraction (T: Eden, M: Chandelier) | 7:00 |
| 2.  | After the day (T: Eden, M: Chandelier)      | 4:27 |
| 3.  | Stay (T: Eden, M: Chandelier)               | 4:56 |
| 4.  | Jericha (T: Eden, M: Chandelier)            | 7:10 |
| 5.  | Pure (T: Eden, M: Chandelier)               | 2:02 |
| 6.  | Winterpause (T: Eden, M: Chandelier)        | 4:03 |
| 7.  | Cat’s worst grave (T: Eden, M: Chandelier)  | 6:37 |
| 8.  | Dictator (T: Eden, M: Chandelier)           | 3:41 |
| 9.  | The ultimate song (T: Eden, M: Chandelier)  | 3:46 |
| 10. | Call for life (T: Eden, M: Chandelier)      | 5:12 |

## Nasleep
Na nog twee albums verdween Chandelier van het rockpodium en werd het decennia stil. In 1997 werd het album heruitgegeven via InsideOut Music (IOMCD 013) met enkele live bonustracks. Het album werd toen gezien als teken des tijds binnen de progressieve rock. In 2018 kwamen als donderslag bij heldere hemel heruitgaven uit van zowel Pure en Facing gravity op het Poolse Chickadisc. Pure kreeg een tweede disc mee met daarop Fragments.  